# Calliostoma dentatum
Calliostoma dentatum är en snäckart som beskrevs av Christopher John Quinn 1992. Calliostoma dentatum ingår i släktet Calliostoma och familjen Calliostomatidae. Inga underarter finns listade i Catalogue of Life.